# 铜仁路

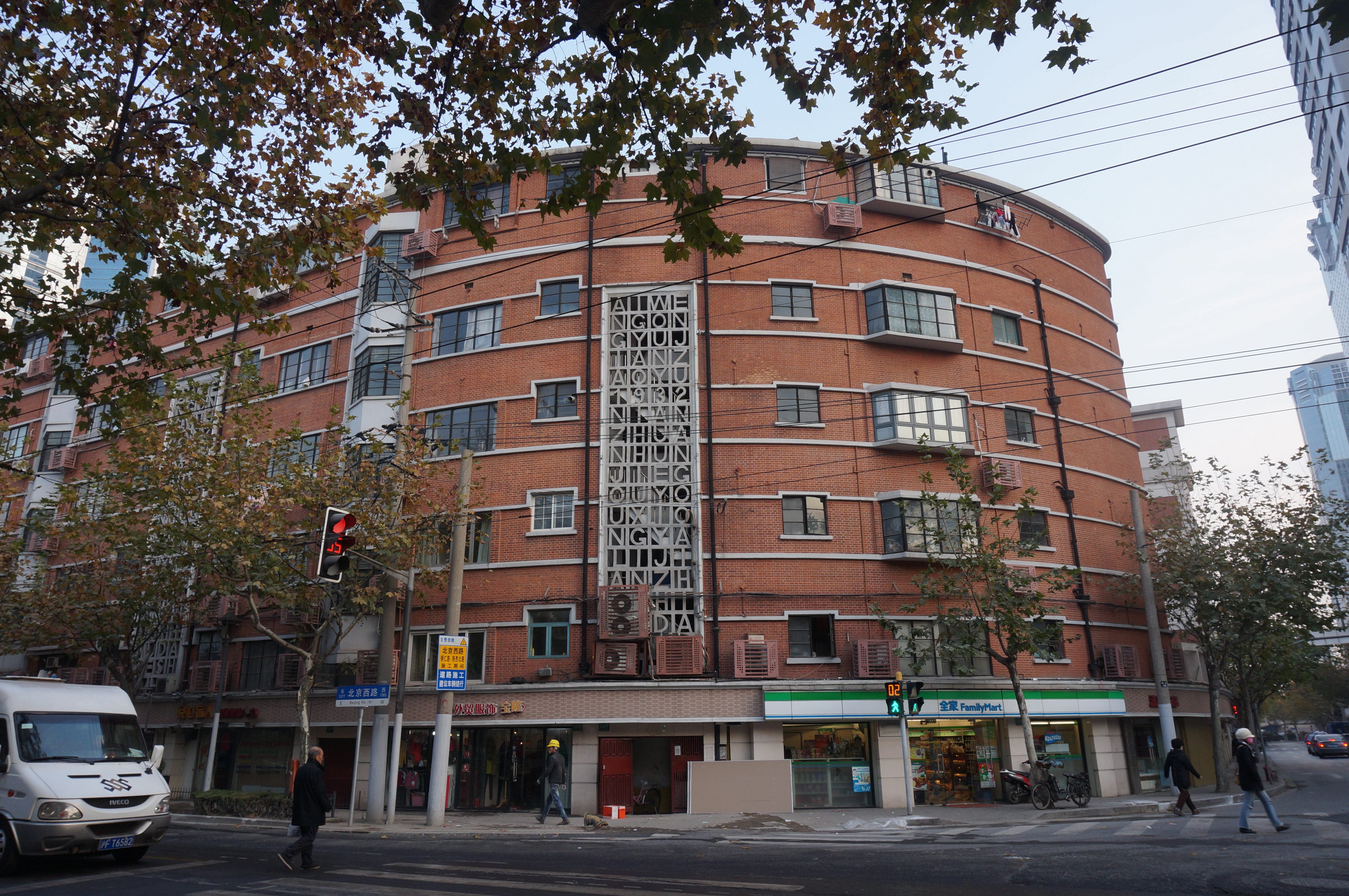
联华公寓

铜仁路（Tongren Road）是中国上海市静安区的一条南北走向的道路，1914年－1943年间名为哈同路（Hardoon Road），南起福煦路（延安中路），北至爱文义路（北京西路），长659米，沿路为住宅区。铜仁路南京西路以南段多为商业区，如静安嘉里中心等。

## 历史
1914年，上海公共租界工部局修筑此路，因其东侧为犹太富商哈同的爱俪园而命名为哈同路。1943年，汪精卫政府接收上海公共租界，将其以贵州省地名改称铜仁路。

## 交汇道路
- 爱文义路（北京西路）
- 南阳路
- 静安寺路（南京西路）
- 安南路（安义路）
- 福煦路（延安中路）

## 沿路近代建筑
- 南京西路1418号（南京西路铜仁路口）——郭宅（今上海市人民政府外事办公室）
- 铜仁路240弄（文德）——1928年－1948年上海地方教会聚会所（已拆除）
- 铜仁路257号——史量才故居
- 铜仁路278号——皮裘公寓
- 铜仁路280号——住宅
- 铜仁路304－330号——联华公寓（原名爱文义公寓）
- 铜仁路333号——吴同文住宅（绿房子）
- 铜仁路121号——吉士烟厂